# Luigi Battiferri
Luigi Battiferri (Sassocorvaro, 1610 circa – Sassocorvaro, 1682) è stato un compositore e organista italiano.

## Biografia
Della sua vita restano poche notizie. Fu allievo di Girolamo Frescobaldi e ricoprì l'incarico di maestro di cappella in diverse città fra cui Sant'Angelo in Vado, Urbino, Spoleto e Ferrara. Di lui ci rimangono cinque volumi di composizioni (editi nel 1669) che contengono mottetti e ricercari che segnano la fine della scuola organistica di Ferrara. Furono copiati da Fux e da Zelenka e furono probabilmente noti a Bach.